# サータル
サータル（Satal, 生年不詳 - 1492年3月）は、北インドのラージャスターン地方、マールワール王国の君主（在位：1488年 - 1492年）。

## 生涯
マールワール王国の君主ジョーダーの息子として、ジョードプルで誕生した。
1489年4月6日、父ジョーダーが死亡したことにより、王位を継承した。
1492年3月、サータルはピーパルで戦死し、弟のスージャーが王位を継承した。